# Garudasana
Garudasana (en sánscrito: गरुडासन, AITS: garuḍāsana) o postura del águila es una asana de pie y de equilibrio del hatha yoga. Es una postura de nivel avanzado por lo que se requieren haber practicado previamente otras asanas de nivel básico e intermedio.

## Etimología y origen
La palabra en sánscrito Garudasana significa 'postura del águila': 
- Garuda (en sánscrito: गरुड, AITS: garuḍā), que significa 'águila'[1]
- Asana (en sánscrito: आसन, AITS: āsana), que significa 'postura'[2]

### Origen
De acuerdo al indólogo británico James Mallison, la evidencia más antigua a la fecha sobre el origen del hatha yoga (en sánscrito: हठ योग, AITS:  haṭha yoga) viene de un texto budista tántrico: el Amṛtasiddhi del siglo XI, aunque no se mencionan explícitamente las palabras 'hatha yoga'.
Bajo el mismo nombre se describe otra posición en el verso 2.37 del Gheranda-samjita, uno de los textos clásicos del hatha yoga de finales del siglo XVII, en donde las piernas y los muslos se encuentran en el suelo y las manos sobre las rodillas.

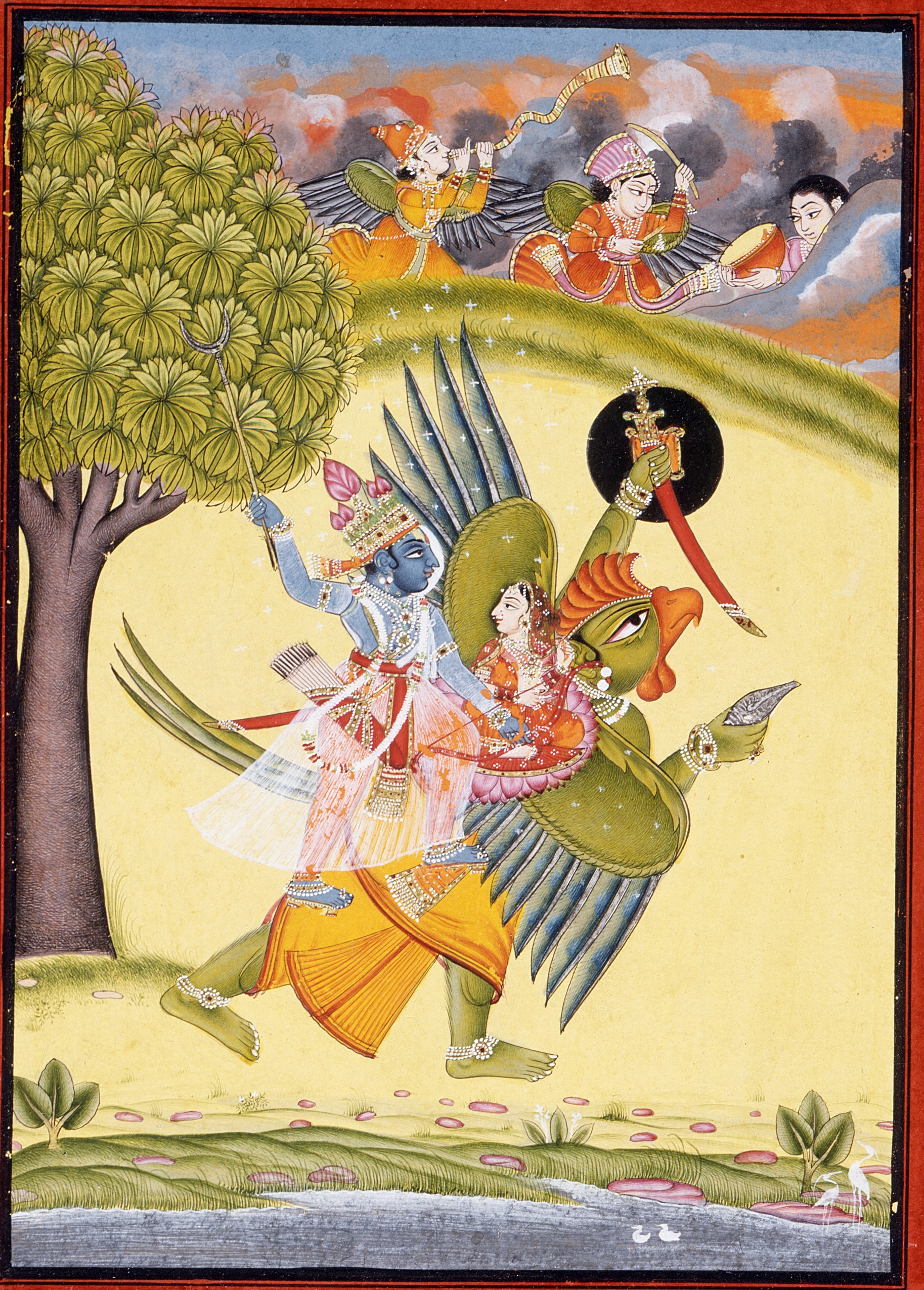
Vishnu y Lakshmi montan Garuḍa, en una pintura del en la ciudad de Bundi en la región de Rayastán.

Garuda es también una ave mitológica gigantesca citada en el Ramayana usada por Vishnu como montura.

## Descripción
Garudasana es una posición asimétrica en la que una pierna, digamos la derecha, se cruza sobre la izquierda, mientras que el brazo del lado opuesto, digamos la izquierda, se cruza sobre la derecha mientras que las palmas se presionan juntas. Como todas las posturas en una pierna, exige y puede ayudar a desarrollar equilibrio y concentración.
De acuerdo a Satyananda Saraswati, las dos palmas juntas se parecen al pico del águila. La mirada se dirige a un punto fijo al frente.

### Asanas de preparación
Es una postura de nivel avanzado por lo que se requiere haber practicado previamente otras asanas como:
- para aflojar los tobillos, rodillas y caderas: Bhadrasana, Gomukhasana, Malasana, Supta virasana y Padahastasana.[8]
- para fortalecer el muslo: Utkatasana, Virabhadrasana 1 y 2.[8]
- para relajar los hombros: Gomukhasana con las manos, antebrazos y brazos detrás, los brazos extendidos.[8]

## Beneficios atribuidos
Algunos practicantes han indicado que estimula el chakra corazón o anahata al ser una asana que estira los hombros. Otros autores han indicado que la postura estimula los chakras muladhara y ajna.
Asimismo, junto a Trikonasana, Uttanasana y Vatayanasana, es una postura recomendada para contribuir al manejo de la eyaculación precoz al fortalecer los músculos de la zona pélvica, tonificar los órganos del aparato reproductor masculino, mejorar la circulación en la región pélvica y desarrollar la capacidad de retener el líquido seminal.

## Contraindicaciones
Esta postura está contraindicada si se tiene lesiones en el hombro, la rodilla, el codo o la muñeca. Las mujeres en los últimos meses de embarazo deben evitar esta postura.
Asimismo, la postura tiene un efecto intenso en las articulaciones (tobillo, rodilla, cadera, hombro, codo, muñeca) por lo que debe ser breve para evitar problemas en las mismas, recomendándose cinco respiraciones, o entre 15 y 30 segundos.
En caso de lesiones en las muñecas, se puede realizar la postura solo con las piernas; los brazos irían en actitud de oración con las palmas juntas.